# NGC 5766
NGC 5766 ist eine Balkenspiralgalaxie mit ausgedehnten Sternentstehungsgebieten vom Hubble-Typ SBbc im Sternbild Waage auf der Ekliptik. Sie ist schätzungsweise 148 Millionen Lichtjahre von der Milchstraße entfernt und hat einen Durchmesser von etwa 350.000 Lj.
Das Objekt wurde am  8. Juli 1885 von Ormond Stone entdeckt.